# 椚亚李纱
椚亚李纱（1998年4月28日—）是日本模特儿、女演員，出身于日本东京都。隸屬於《Office O:pa》旗下。

## 出演

### 杂志
- （麻布台出版，自从2009年）
- 月刊Audition 7月号（白夜书房，2010年）

### 电视节目
- PIRAMEKINO 子役6人恋物语 Season 13（东京电视台，自从2009年）
- （日本电视台，2010年）